# 阿部敏郎
阿部敏郎（あべ としろう、Toshiro Abe、1953年10月27日 - ）は、静岡県浜松市生まれのシンガーソングライター、著作家。

## 概要
1974年にフォークグループくもと空のメンバーとしてボーカル、ギター、ピアノ、ソプラノサックスを担当。
解散後はシンガーソングライター活動を開始。
あおい輝彦「センチメンタル・カーニバル」、秋吉久美子、アグネス・チャン、清水由貴子、太川陽介、松平健、松本ちえこ、芳本美代子、レモンパイらに楽曲を提供。
資生堂ギフト、ハウスとんがりコーン、液体アクロン、ゼブラチェックペンなどのCMソングも作曲している。
川崎製鉄のCMソング『もしも鉄がなかったら』は、1970年代後半にTBS系『JNNニュースコープ』の日曜日に放送されていた。
後にラジオのパーソナリティーや俳優としても活動を行うが、突然芸能活動を中断。
1991年に歌手の惣領智子と結婚し、2002年沖縄に移住。
沖縄移住後アーティスト活動を再開し、現在は2006年から始めた精神世界系のブログが人気を集め、講演活動が全国に広まっている。

## 経歴
- 1953年10月27日 静岡県浜松市に生まれる
- 1973年 ヤマハポピュラーソングコンテスト全国大会で入賞
- 1974年 沼津工業高等専門学校中退後、4人組のフォークグループくもと空のメンバーとしてデビュー。
- 1977年 ソロデビュー。コミカルな自作曲「あせるぜ」で知名度が上がる。
- 1978年 TBSラジオ『ヤングプラザ午前3時』のラジオパーソナリティとして活動開始。TBSテレビの『ぎんざNOW!』の総合司会を担当。
- 1979年 パックインミュージックのパーソナリティを担当
- 1984年 歌手を引退
- 1985年 音楽プロデューサーに転身　小林明子、中山美穂、後藤久美子、石井明美、三田寛子、藤井一子、松平健等を担当
- 1989年 芸能界を引退、奈良県奥吉野郡天河大弁財天社に奉公、下山後方広寺 (浜松市)の禅僧と共に心の学校「いまここ塾」を開校。
- 1991年 歌手の惣領智子と結婚
- 2001年 沖縄県でライブ活動を再開
- 2002年 沖縄本島に移住。RBCiラジオの『@BBS』を担当(～2005年9月)
- 2004年3月 アルバム『Zoruba the Buddha』、シングル「大空へ」を発売
- 2006年7月 てぃーだブログでブログを公開
- 2007年4月 ラジオ沖縄で『阿部敏郎の青春ど真ん中！』を担当
- 2010年1月29日 「いまここ・すべてがうまく流れ出す宇宙の絶対ルール」をダイヤモンド社から刊行
- 2010年2月22日 「一瞬で幸せになる方法」をサンマーク出版から刊行
- 2010年5月25日 「随（かんながら）神」をナチュラルスピリットから刊行
- 2010年8月25日 「さとりの授業」をソフトバンククリエイティブから刊行
- 2012年２月２９日「降参のススメ」（雲黒斎共著）をSBクリエイティブから刊行
- 2012年９月１４日「みんながブッダ」（向令孝共著）をダイヤモンド社から刊行
- 2012年11月30日 「大いなるひとつ」を廣済堂出版から刊行
- 2013年6月14日「すべての思い込みから自由になる生き方」を中経出版から刊行
- 2014年1月20日「不死のしくみ」を徳間書店から刊行
- 2014年5月23日「招き猫カワヒラくんが教えてくれた幸運の流れに乗る生き方」をKADOKAWA/角川学芸出版から刊行
- 2014年8月7日「「いまここ」の私で幸せになれる。」をイースト・プレスから刊行
- 2015年２月２７日「99%の人が知らない死の秘密」（山川紘矢共著）を 興陽館から刊行
- 2015年6月11日「さとりの一撃」をPHP研究所から刊行
- 2015年11月25日「今日がもっといい日になる 神様がくれたヒント」を星雲社から刊行
- 2015年12月23日「生きるのが楽になる 「覚り」の道の歩き方」(堀澤祖門共著）をKADOKAWA/角川学芸出版から刊行
- 2016年6月20日「わずか数分で心が整う12の瞑想」を興陽館から刊行
- 2017年3月18日「神さまのせいにすればいい~悩みから解放される究極の方法~ 」を廣済堂出版から刊行
- 2018年12月22日「あなたが知らないあなたの話」（雲黒斎共著）を徳間書店から刊行

## ディスコグラフィー

### シングル
- 1977年5月21日 「夏」（ポリドール）
- 1977年12月21日 「あせるぜ」、「神田川を気取って」（ポリドール DR6166）＿キャリア唯一のオリコンヒット（最高位60位）
- 1978年 「麻雀悲歌怒楽怒楽（マージャンエレジードラドラ）」、「嵐山に枯れて」（ポリドール DR6221）
- 1979年8月 「瞳をとじて」「Day Dream」（ポリドール DR6340）
- 1980年3月 「ベル」「だるまおさめ」（ポリドール）
- 1982年6月25日 「月夜のセレナーデ」、「センチメンタルカーニバル'82」（ユニオン）
- 2004年3月「大空へ」（ABEC-0001）
- 2004年5月6日 「MIYAKO 9.11 風が吹いて君と出会えた」（下地勇とのコラボレーション）

### アルバム
- 1977年6月21日 『TOSHIRO-ONE』（ポリドール）
- 1978年9月 『気ままな旅路』（ポリドール）
- 1979年10月 『MADE IN としろう』（ポリドール）
- 1982年6月25日 『ラッキー･ムーン』（ユニオン）
- 2004年3月 『Zoruba the Buddha』（ABEC-0003）

## テレビドラマ
- NTV 『とりかじいっばい』
- ANB 『ゴールデン劇場 頓珍館おやじ』
- NTV 『竹とんぼ』
- 1980年 ANB 『走れ!熱血刑事』
- 1980年 NTV 『池中玄太80キロ』

## ラジオ
- ヤングプラザ午前3時（TBSラジオ）

## 映画
- 1978年  日活 『帰らざる日々』

## 著作
- 阿部 敏郎、1983年、『芸能人失格』、立風書房 ISBN 4651150284

- 阿部 敏郎、2010年1月29日、『いまここ―すべてがうまく流れ出す宇宙の絶対ルール』、ダイヤモンド社 ISBN 4478012547

- 阿部 敏郎、2010年2月22日、『一瞬で幸せになる方法』、サンマーク出版 ISBN 4763130404

- 阿部 敏郎、2010年5月25日、『随（かんながら）神』、ナチュラルスピリット ISBN 4903821692

- 阿部 敏郎、2010年8月25日、『さとりの授業 アセンション時代を生きるために知っておきたい大切なこと』、ソフトバンククリエイティブ ISBN 4797362197

- 阿部 敏郎、雲 黒斎、2012年3月2日、『降参のススメ』、ソフトバンククリエイティブ ISBN 978-4797368253
- 阿部 敏郎、向 令孝、2012年９月14日、『みんながブッダ」、ダイヤモンド社 ISBN 978-4478022719
- 阿部 敏郎、2012年11月30日、『大いなるひとつ すべての答えを、すでに私たちは知っている』、廣済堂出版 ISBN 978-4331516829

- 阿部 敏郎、2013年6月15日、『すべての「思い込み」から自由になる生き方』、中経出版 ISBN 978-4-8061-4776-3

- 阿部 敏郎、2014年1月31日、『不死のしくみ』、徳間書店 ISBN 978-4-19-863734-7
- 阿部 敏郎、2014年5月23日、『招き猫カワヒラくんが教えてくれた幸運の流れに乗る生き方』、KADOKAWA ISBN 978-4046533005
- 阿部 敏郎、2014年8月7日、『「いまここ」の私で幸せになれる。』、イースト・プレス ISBN 978-4781612126
- 阿部 敏郎、山川 紘矢、2015年2月27日、『99%の人が知らない死の秘密』、興陽館 ISBN 978-4877231897
- 阿部 敏郎、2015年6月12日、『さとりの一撃』、PHP研究所 ISBN 978-4569822877
- 阿部 敏郎、2015年11月25日、『今日がもっといい日になる 神様がくれたヒント』、星雲社 ISBN 978-4434213595
- 阿部 敏郎、堀澤 祖門、2015年12月23日、『生きるのが楽になる 「覚り」の道の歩き方』、KADOKAWA ISBN 978-4046213433
- 阿部 敏郎、2016年６月20日、『わずか数分で心が整う12の瞑想』、興陽館 ISBN 978-4877232047
- 阿部 敏郎、2017年3月18日、『神さまのせいにすればいい~悩みから解放される究極の方法~』、廣済堂出版 ISBN 978-4331520857
- 阿部 敏郎、雲 黒斎、2018年12月22日、『あなたが知らないあなたの話』、徳間書店 ISBN 978-4198647360